# Magnus Gustavus Arbien
Magnus Gustavus Arbien eller Magnus Gustav Arbien (25. september 1716 i Christiania – 27. januar 1760 i København) var en dansk hofmedaljør og stempelskærer.
Arbien var søn af købmand i Christiania Peter Arbien og bror af Hans Arbien og Erik Nicolai Arbien. Han kom først til søs, men opgav snart sølivet og gik til København for at uddanne sig til medaljør og gravør. Det lykkedes ham snart at få lidt arbejde for hoffet og efter nogle års forløb en lille årlig understøttelse for at kunne uddanne sig videre under Johann Carl Hedlinger i Stockholm. I 1738 kom han tilbage til Danmark og fik på ny understøttelse til en rejse i Tyskland. I 1743 var han vendt tilbage til København og underviste i nogen tid Frederik 5.’s søster Louise i voksposering. 1744 blev han hofmedaljør, gjorde samme år kongens og dronningens portrætter "med Symboler" og skar to medaljestempler med kronprinsens og kronprinsessens billeder. Næste år fik han efter at have leveret to stempler til medaljer på prins Christians fødsel til hans "besserer Subsistence" en årlig løn af 100 Rigsdaler Kurant og løfte om "Beforderung zu einem convenablen Dienst" efter medaljør Johan Bagges befordring. Da Bagge 1746 blev visiterer i Drammen, fik Arbien de 100 Rigsdaler af de 200, Bagge hidtil som hofkunstner havde nydt. I 1751 fik Arbien en kongelig understøttelse til en ny udenlandsrejse; han opholdt sig først nogen tid i Stockholm og rejste der fra i selskab med Johan Mandelberg til Paris, hvor han vistnok uddannede sig yderligere i sin Kunst, men tillige kom i trykkende gæld. Efter sin tilbagekomst til Danmark i 1755 skar han stempelet til medaljen på arveprins Frederiks fødsel og blev i 1757 Kunstakademiets første medlem, men denne værdighed hjalp ikke den trængende og forgældede mand på fode. Vel blev han ikke så lidt sysselsat, men kun kummerlig betalt, og han sad bestandig i yderst trange kår. Tilmed var han ulykkelig gift og en slet husholder. Jævnlig klagede han sin nød for Akademiet og kongen og anråbte om hjælp. Akademiet var for fattigt til at kunne yde ham hjælp, kongen skænkede ham af og til en lille gave. Arbien døde 27. Jan. 1760, som der sagdes af kummer over sine ulykkelige forhold. Han var den første betydelige medaljør her hjemme, og hans medaljer, som den på formælingen 1742, på jubelfesten 1749, på Akademiets stiftelse 1754 osv., er fremragende kunstværker, der ganske fordunkle hans nærmeste forgængeres, Wahls, Bagges, Bergs, Meybuschs og Winsløws, arbejder. Arbien skar også nydelige reliefbilleder i perlemor, enkelte sådanne bevares på Rosenborg. Arbiens hustru Margrethe Magdalene født Busch og to døtre overlevede ham.
- Wikimedia Commons har flere filer relateret til Magnus Gustavus Arbien

- Magnus Gustavus Arbien på Kunstindeks Danmark/Weilbachs Kunstnerleksikon